# Вајна (Алабама)
Вајна (енгл. Vina) град је у америчкој савезној држави Алабама. По попису становништва из 2010. у њему је живело 358 становника.

## Демографија
Према попису становништва из 2010. у граду је живело 358 становника, што је 42 (10,5%) становника мање него 2000. године.
| Група             | 2000.       | 2010.       |
| Белци             | 388 (97,0%) | 339 (94,7%) |
| Афроамериканци    | 2 (0,5%)    | 4 (1,1%)    |
| Азијати           | 0 (0,0%)    | 2 (0,6%)    |
| Хиспаноамериканци | 7 (1,8%)    | 8 (2,2%)    |
| Укупно            | 400         | 358         |